# 埃斯皮纽 (葡萄牙堂区)
埃斯皮纽（葡萄牙語：Espinho）是葡萄牙阿威罗区的一个堂区。总面积1.54平方公里，总人口10225人，人口密度6639.6人/平方公里。